# 圣欧拉利亚堂 (巴勒莫)

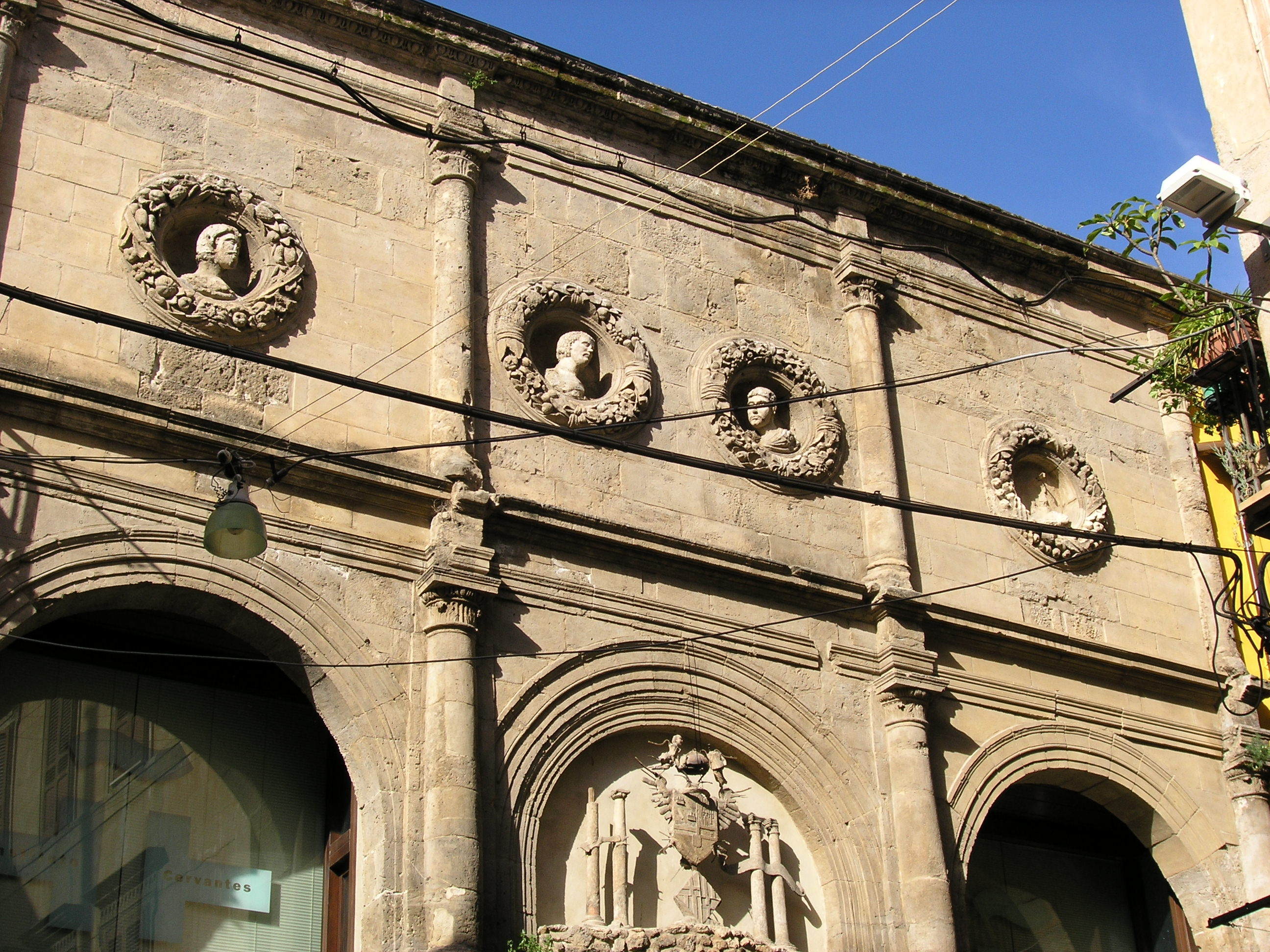
立面上部

圣欧拉利亚堂（Sant'Eulalia dei Catalani）是意大利南部西西里巴勒莫的一座原教堂，供奉巴塞罗那的欧拉利亚，它位于武契里亚历史街区附近。

## 历史
该堂建于15世纪，阿拉贡王朝统治西西里岛期间, 该城加泰罗尼亚商人的财政支持。该堂最初供奉圣母玛利亚，后来改为供奉目前的圣人，也是加泰罗尼亚血统。
教堂从1630年开始彻底重建。工程直到19世纪才完工。1823年，钟楼被地震损坏，随后拆除。

## 描述
教堂外观为典型的銀匠式風格，拥有丰富的装饰。它有三层柱子，一个中央拱门，有西班牙王国国徽，下面的菱形有巴塞隆納伯國的徽章；两侧有四根柱子，象征海格力斯之柱。最后，上层有四个西班牙国王的半身像。
内部是希腊十字平面，有一些17世纪的壁画痕迹。八角形穹顶由壁柱和四根大理石柱子支撑。
正祭台是多色大理石的，祭坛画《创造》在蓝色背景上，描绘了星星，太阳和月亮。